# بخش لانگون
بخش لانگون (به فرانسوی: Arrondissement de Langon) یک بخش در فرانسه است که در ژیروند واقع شده‌است.